# Exelon
Exelon Corporation — американская энергетическая корпорация, управляющая шестью региональными компаниями по электро- и газоснабжению в северо-восточной части США (штаты Иллинойс, Пенсильвания, Нью-Джерси, Мэриленд и Делавэр, а также город Вашингтон); обслуживает около 10 млн клиентов. Exelon Corporation образовалась в 2000 году в результате слияния PECO Energy Company и Unicom Corporation. Штаб-квартира компании расположена в Чикаго (штат Иллинойс, США).

## История
PECO (Philadelphia Electric Company) была создана а 1902 году на основе большого количества электрических компаний Филадельфии, старейшая из которых начала работу в 1881 году. В 1928 году компанией была построена ГЭС на реке Саскуэханна мощностью 252 МВт, на то время одна из самых больших в США. В 1927 году были объединены энергосистемы штатов Пенсильвания и Нью-Джерси, в 1956 году к этой сети присоединилась компания Baltimore Gas and Electric Company, а в 1965 году — Potomac Electric Power Company. Атомной энергетикой Philadelphia Electric начала интересоваться в 1952 году, через 10 лет начала работу её первая собственная АЭС Пич-Боттом, а в 1974 году — вторая, АЭС Лимерик, к 1993 году 60 % электроэнергии компании давала атомная энергетика. В 1994 году Philadelphia Electric сменила название на PECO Energy Company.
Электрические компании в Чикаго также начали появляться в 1880-х годах, в 1907 году большинство из них сформировали Commonwealth Edison (ComEd). В 1953 году была поглощена Public Service Company of Northern Illinois, снабжавшая электричеством и газом население северного Иллинойса. В 1960 году начал работу первый энергоблок АЭС Дрезден. В дальнейшим компания сделала ставку на атомную энергетику, что временами приносило ей немало проблем, связанных с большими расходами на строительство и трудностью получения разрешений, особенно после аварии на АЭС Три-Майл-Айленд в 1979 году. Положение ComEd в 1980-х годах осложнялось остановкой роста тяжёлой промышленности в Иллинойсе, на 1990 год избыток генерирующих мощностей компании составлял 33 %. В 1994 году была создана холдинговая компания Unicom Corporation, объединившая ComEd и несколько других компаний энергетической отрасли. В 1998 году была закрыта наиболее проблемная АЭС компании Зион, а в 1999 году были проданы 16 электростанций других типов.
В сентябре 1999 года PECO и Unicom объявили о слиянии, сделка стоимостью $31,8 млрд была завершена в октябре 2000 года. Образовавшаяся Exelon Corporation обслуживала около 5 млн клиентов, на неё приходилось 20 % мощностей АЭС в США.
В марте 2012 года была куплена электрогенерирующая компания Constellation Energy. В марте 2016 года за $6,8 млрд была поглощена холдинговая компания Pepco Holdings, объединявшая три энергетические компании: Potomac Electric Power Company, Delmarva Power & Light Company и Atlantic City Electric Company. В феврале 2022 года все генерирующие мощности были выделены в новую компанию Constellation Energy (включая 14 АЭС с 23 энергоблоками).

## Деятельность
Exelon Corporation включает шесть компаний по снабжению населения и предприятий электроэнергией и бытовым газом:
- Commonwealth Edison Company — северная часть штата Иллинойс, включая Чикаго; 4,1 млн клиентов, выручка $5,76 млрд;
- PECO Energy Company — юго-восточная часть Пенсильвании, включая Филадельфию; 1,7 млн клиентов, выручка $3,9 млрд;
- Baltimore Gas and Electric Company — центральная часть Мэриленда, включая Балтимор; 1,3 млн клиентов, выручка $3,9 млрд;
- Potomac Electric Power Company — часть Мэриленда, включая Вашингтон; 0,9 млн клиентов, выручка $2,53 млрд;
- Delmarva Power & Light Company — часть штатов Мэриленд и Делавэр; 0,5 млн клиентов, выручка $1,6 млрд;
- Atlantic City Electric Company — южная часть Нью-Джерси; 0,6 млн клиентов, выручка $1,43 млрд.

Эти компании управляют электрораспределительными сетями протяжённостью 250 тыс. км и линиями электропередач протяжённостью около 18 тыс. км (напряжением от 69 до 765 кВ). Протяжённость газораспределительных сетей составляет 52 тыс. км.
В списке крупнейших публичных компаний в мире Forbes Global 2000 за 2022 год Exelon заняла 248-е место. В списке крупнейших компаний США по размеру выручки Fortune 500 заняла 99-е место.